# Pedro Cavadas
 (octobre 2018).
Pedro Carlos Cavadas Rodríguez, né en 4 novembre 1965 à Valence (Espagne) est un chirurgien plastique espagnol connu internationalement pour ses opérations de greffes et de reconstructions.

## Biographie
Fils d'un avocat de l'État et d'une femme au foyer de Castellar de Santiago, Pedro Cavadas a déclaré à maintes reprises que son rêve d'enfant était d'imiter Félix Rodríguez de la Fuente. Il est diplômé en médecine de l'Université de 1988. de Valence avec mention honorable. Il a fait la spécialité de la chirurgie plastique et reconstructive en tant que médecin interne résident à l'hôpital La Fe de Valence, obtenant le titre en 1995. Cette même année, il a obtenu un doctorat de l'Université de Valence, avec la qualification d'Apt cum laude. Il a terminé sa formation aux États-Unis.
Après une étape au centre de rééducation Levante et à l'hôpital clinique de Valence, il est retourné à l'hôpital La Fe, avec des séjours temporaires au Kenya, où il a créé une fondation pour la chirurgie réparatrice.
Le Dr Cavadas, comme il l'a lui-même reconnu à plusieurs reprises, était devenu le prototype d'un chirurgien riche et ambitieux. Cependant, la mort de son frère et ses séjours au Kenya l'ont amené à changer de vie et à créer la Fondation Pedro Cavadas, une organisation à but non lucratif dédiée à la chirurgie reconstructive en Afrique,,. La mission de La Fondation, selon ses propres mots, aide ceux qui ne peuvent pas choisir et en même temps redonne ce qui nous a été donné,.